# Шурале

Зображення Шурале на фасаді Театру ляльок «Екіят» («Казка»), м. Казань, Татарстан

Шурале́ (тат. Шүрәле, Şüräle) — антропоморфна міфічна істота, щось середнє між слов'янськими чортом (дідьком) і лісовиком, персонаж нижчої міфології та фольклору поволзьких татар.
У татарських народних казках зазвичай зображується як низкорослий горбань із довгими скоцюрбленими пальцями, відвислими сосками й невеликим рогом на лобі.
Татари вірили, що Шурале може залоскотати людину до смерті. Щоб урятуватися від напасті, вважалося, слід перестрибнути через струмок або пірнути в річку, адже Шурале боїться води. 
Також існувало повір'я, що Шурале краде коней — відбивши коня від стада, він скаче на ньому й може загнати до смерті. Саме тому Шурале «ловили», вимастивши конячу спину смолою. 
Попри чарівну силу, Шурале не відзначається кмітливістю, і люди-герої казок часто обдурюють його, наприклад, прищемивши його лапи у розщілині дерева.
Шурале є героєм однойменної поеми татарського класика Габдулли Тукая.